# Bräcke, Göteborg
Bräcke är en stadsdel på västra Hisingen i Göteborg med stadsdelsnummer 29. Stadsdelen bildades genom beslut av magistraten i Göteborg den 15 juni 1923 och ingick fram till dess i Lundby socken. Stadsdelsgrannar är: nr 30 Biskopsgården i norr; nr 32 Kyrkbyn i nordost; nr 34 Sannegården i öster; nr 27 Rödjan i söder; nr 64 Arendal i väster och Torslanda däremellan. Stadsdelen har en areal på 186 hektar. och tillhör administrativt primärområde 414 Kyrkbyn. 
Namnet Bräcke påträffas 1550 med namnformen Breckio och Bräcke först 1777. Betydelsen är av fornsvenskans Brækko, "bred sluttning, backe".

## Historia
Hemmanet Bräcke var beläget i Lundby socken. Området inkorporerades i Göteborgs stad år 1906. Det var då landsbygd och den första nybyggnaden därefter uppfördes 1914, då en större villa uppfördes vid gården Bräcke. Stadsplanen för Bräcke egnahemsområde fastställdes 1934.

## Bebyggelse

### Bräcke småstugeområde
Området tillkom 1934 och var Göteborgs första. Landshövdingen Malte Jacobsson blev inspirerad av ett besök i stockholmska småstugeområden och motionerade i Göteborgs stadsfullmäktige om att man även i Göteborg borde skapa möjligheter för mindre bemedlade att uppföra en småstuga. Efter en utredning kom man fram till att lämpliga områden var Bräcke, Fräntorp och Utby. Minimala tomter och smala gator skulle hålla kostnaderna nere. Man byggde efter de funktionalistiska idealen med husen orienterade i nord-sydlig riktning. Egnahemsbolaget beskriver husen: "Småstugan var en mycket tidstypisk produkt. Strikt funktionalistiska och standardiserade vad gällde utseende, innehåll och byggnadsmetod". Tvåvåningshusen gav association till lådor på högkant och de fick öknamn som sockerlåda och tändsticksask. De som fick kontrakt med egnahemsbolaget, valde ut en tomt, betalade den låga kontantinsatsen och påbörjade det egna arbetet. Själva husen kom monteringsfärdiga och restes på en till tre dagar. Först då bygget var klart började amorteringen på lånen. Områdena kring Bräcke diakoni är mest grönområde med små dungar mellan gatorna.

### Bräcke gård
Gårdens före detta huvudbyggnad uppfördes på 1790-talet och byggdes om 1885. Den är uppförd i trä och har en våning och inredd vindsvåning. År 1907 köptes egendomen av Göteborgs stad men själva gårdsbyggnaderna tycks ha övertagits av grosshandlaren C. Leffler som år 1914 lät bygga en stor villa av sten i nationalromantisk stil, ritad av Ernst Krüger, på gårdens område. Byggnaden har en våning och inredd vindsvåning och är belägen i en park.
Lefflers villa och troligen också de övriga byggnaderna donerades 1927 till Bräcke diakoni som sedan dess använt dem för sin verksamhet. Gårdens ekonomibyggnader är rivna men mangårdsbyggnaden (Bräcke gård) och Lefflers villa (Bräcke diakonigård) finns kvar. Sedan 1956 har det byggts en mängd vårdbyggnader på området där Bräcke diakoni bedriver verksamhet. Verksamheten är uppdelad i Bräcke Västergård (äldreomsorg och palliativ vård) och Bräcke Östergård (habilitering och rehabilitering för barn och ungdomar med funktionsnedsättningar).

### Bräckeskolan
Bräckeskolan uppfördes 1946 efter ritningar av Gotthard Ålander och har två-fyra våningar uppförda i gult tegel. Den byggdes till 1968 med en flygel om en-två våningar.

## Bilder

Bräcke småstugeområde under byggnad 1934
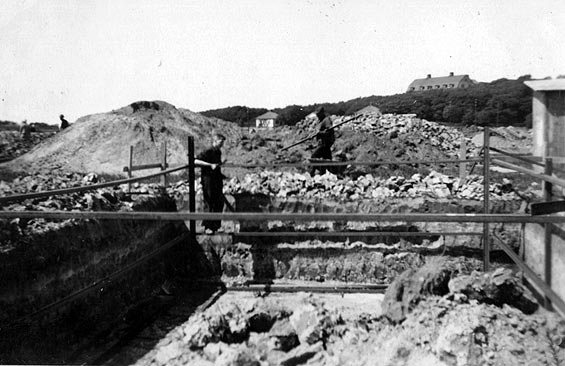
Schaktning
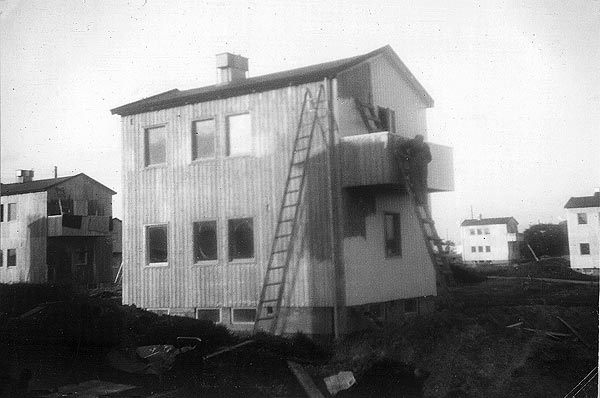
Målning
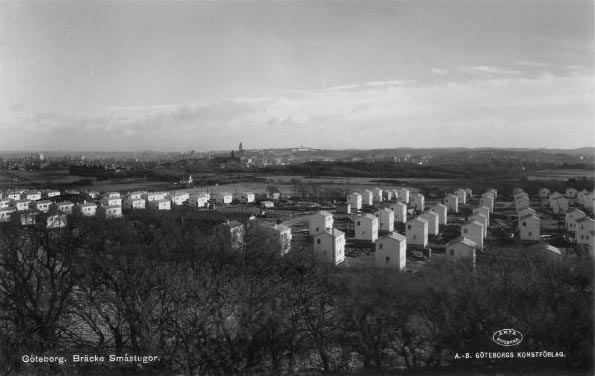
Området från norr

Bräcke småstugeområde efter några år
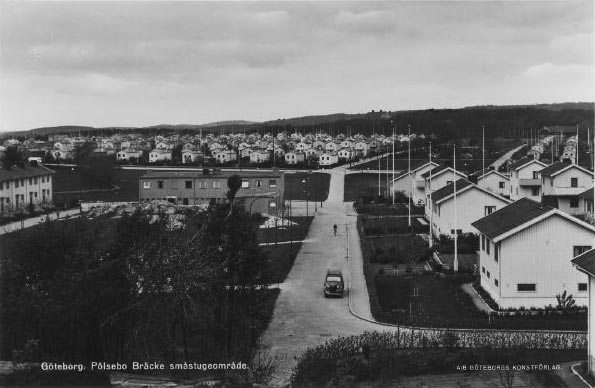
Bräcke sett från Pölsebo, Londongatan omkring 1940
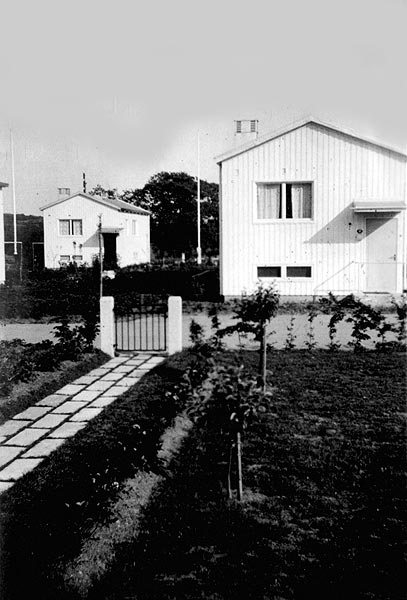
Stamrotesvägen
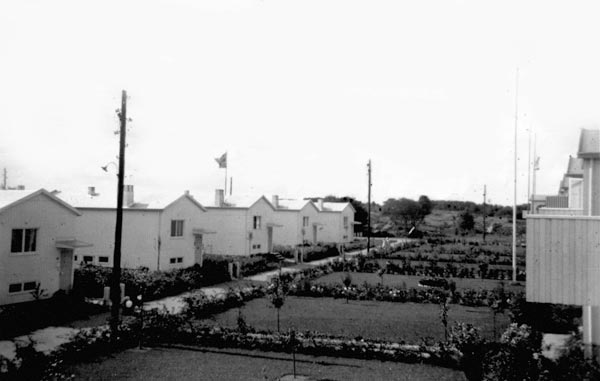
Stamrotesvägen mot väster
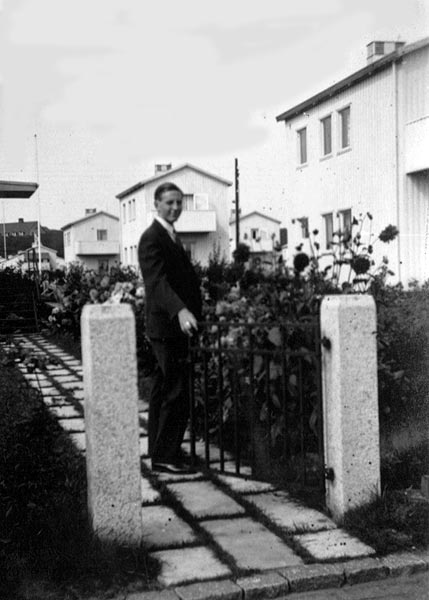
Stamrotesvägen
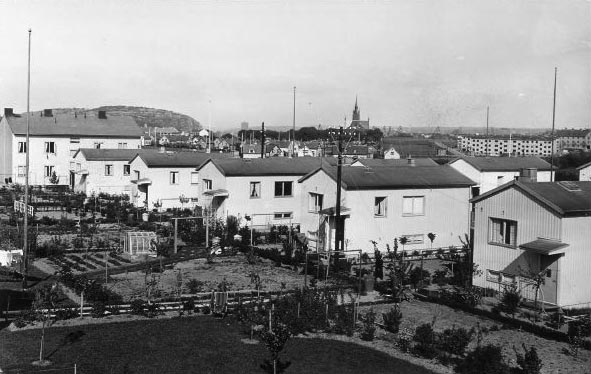
Kaprifolievägen
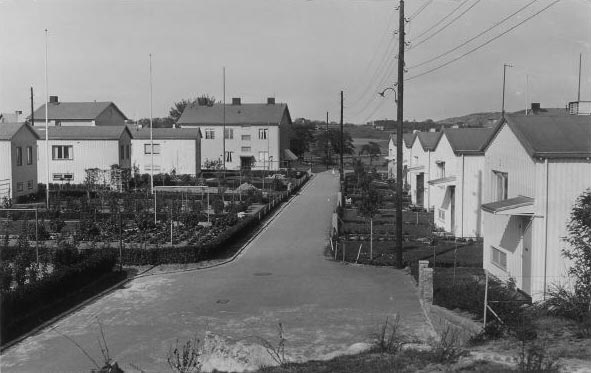
Arlagången

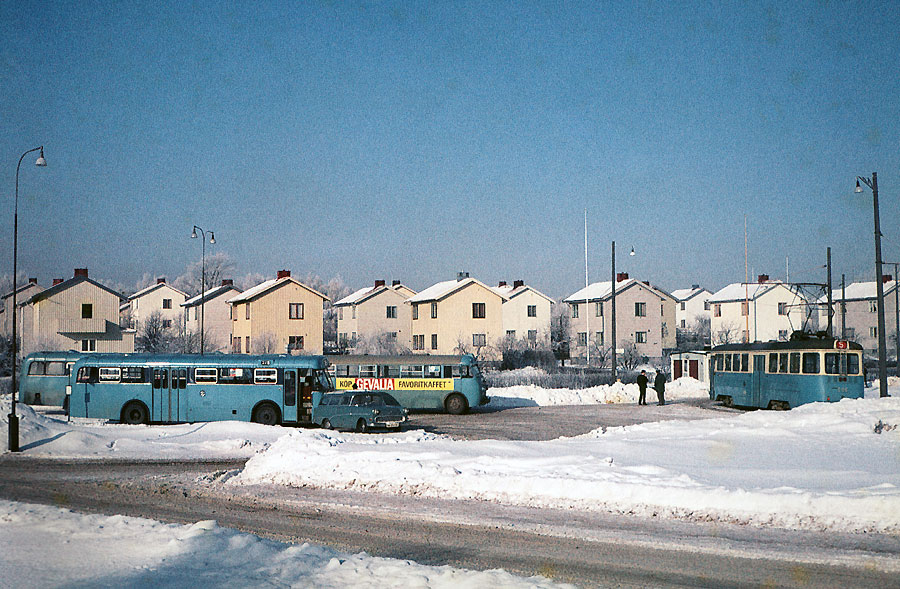
Dåvarande Bräckelinjens vändslinga vid Londongatan, vintern 1966.
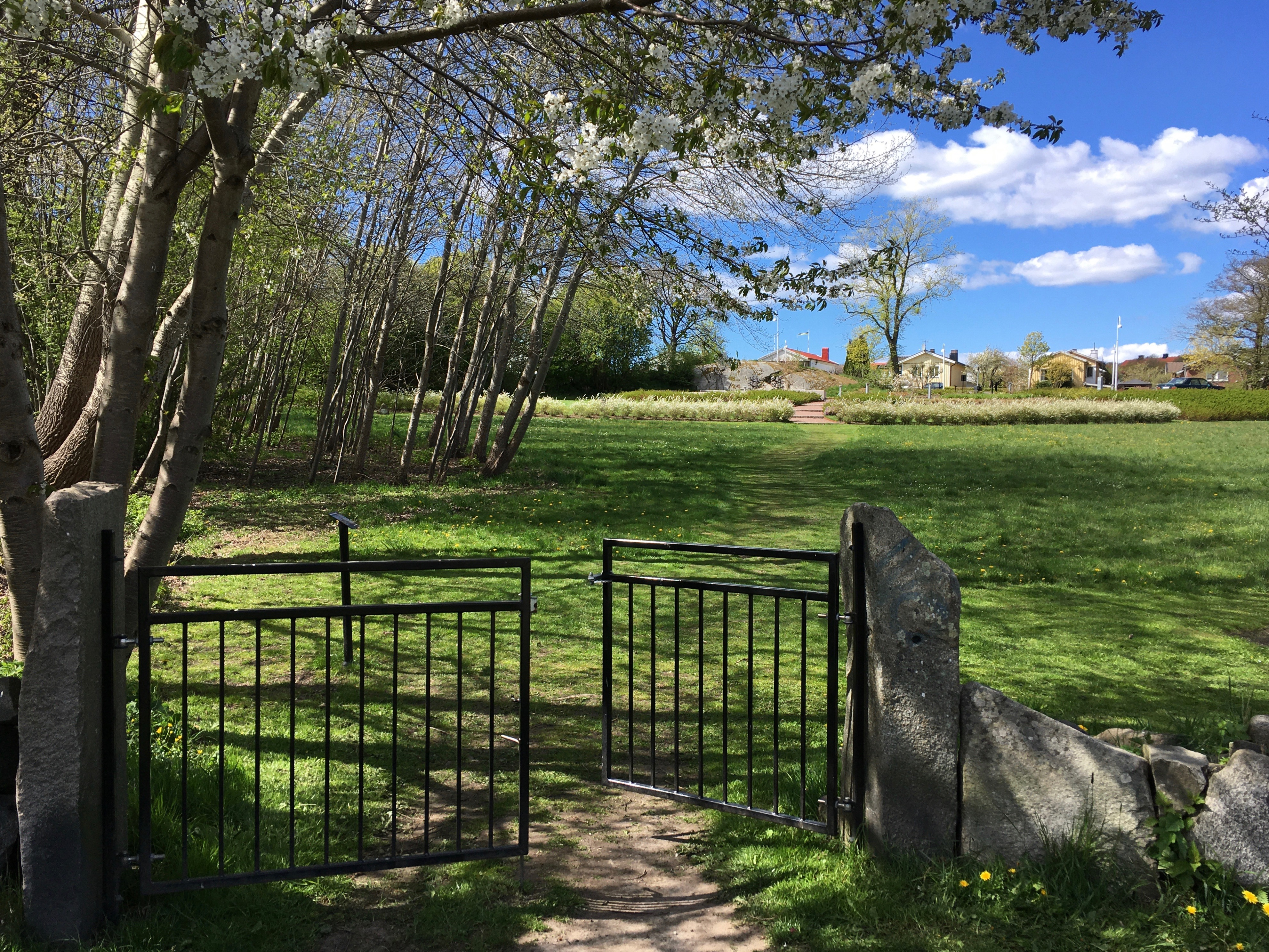
Bräcke kyrkogård är sedan 2017 en askgravlund, men den etablerades redan 1834 som kolerakyrkogård i samband med epidemin i Göteborg.